# ルーマー–フィリップスの定理
数学におけるルーマー–フィリップスの定理（ルーマー–フィリップスのていり、英: Lumer–Phillips theorem）とは、ガンター・ルーマーおよびラルフ・フィリップスの名にちなむ定理で、バナッハ空間内の線形作用素が縮小半群を生成するための必要十分条件について述べた、強連続半群の理論における一つの結果である。

## 定理の内容
A を、バナッハ空間 X の線形部分空間 D(A) 上で定義される線形作用素とする。このとき、A が縮小半群を生成するための必要十分条件は
1. D(A) は X において稠密、
2. A は閉、
3. A は消散的、および
4. ある λ0> 0 に対して A − λ0I は全射（ただし I は恒等作用素を表す）

である。

## 定理の変形版

### 回帰的空間
A を、回帰的バナッハ空間 X の線形部分空間 D(A) 上で定義される線形作用素とする。このとき、A が縮小半群を生成するための必要十分条件は
1. A は消散的、および
2. ある λ0> 0 に対して A − λ0I は全射（ただし I は恒等作用素を表す）

である。上述の、非回帰的な空間も含む場合と比較して、D(A) が稠密であるという条件と、A が閉であるという条件が省かれている点に注意されたい。実際、回帰的な場合において、それらの条件は上の二つの条件から自然に従うものである。

### 共役作用素の消散性
A を、回帰的バナッハ空間 X において稠密な線形部分空間 D(A) 上で定義される線形作用素とする。このとき、A が縮小半群を生成するための必要十分条件は
- A は閉であり、A およびその共役作用素 A∗ は消散的

である。X が回帰的ではない場合、この条件は依然として A が縮小半群を生成するための十分条件ではあるが、必要条件ではなくなる。

### 準縮小半群
A を、バナッハ空間 X の線形部分空間 D(A) 上で定義される線形作用素とする。このとき、A が準縮小半群を生成するための必要十分条件は
1. D(A) は X において稠密、
2. A は閉、
3. A は準消散的、すなわち、ωI − A が消散作用素であるようなある ω ≥ 0 が存在し、また
4. ある λ0 > ω に対して A − λ0I は全射（ここで I は恒等作用素を表す）

である。

## 例
- 通常内積を伴う空間 H = L2([0, 1]; R) を考える。Au = u′ とし、その定義域 D(A) は、u(1) = 0 を満たすようなソボレフ空間 H1([0, 1]; R) の関数 u からなる集合と等しいものとする。D(A) は稠密である。さらに、D(A) に含まれるすべての u に対して

{\displaystyle \langle u,Au\rangle =\int _{0}^{1}u(x)u'(x)\,\mathrm {d} x=-{\frac {1}{2}}u(0)^{2}\leq 0}
が成立するため、A は消散的である。常微分方程式 u' − λu = f、u(1) = 0 には、L2([0, 1]; R) 内の任意の f に対して、唯一つの解
{\displaystyle u(x)={\rm {e}}^{\lambda x}\int _{x}^{1}{\rm {e}}^{-\lambda t}f(t)\,dt}
が H1([0, 1]; R) 内に存在する。したがって、全射の条件も満たされる。以上のことから、上述の回帰的な場合のルーマー–フィリップスの定理により、A は縮小半群を生成することが分かる。
ルーマー–フィリップスの定理を直接的に適用することによって望む結果が得られるような例は、さらに多く存在する。
変換やスケーリング、摂動理論とともに用いられることで、ルーマー–フィリップスの定理は、ある作用素が強連続半群を生成することを示す上での主要な道具となる。そのような例を次に述べる。
- ヒルベルト空間上の正規作用素（共役作用素と可換であるような作用素）が強連続半群を生成するための必要十分条件は、そのスペクトルが上に有界であることである[5]。